# Erick Barreto
Erick Barreto (nascido Eric Paes Barreto Gomes; Garanhuns, 29 de junho de 1962 – Rio de Janeiro, 3 de maio de 1996) foi um ator e transformista brasileiro natural de Pernambuco. Filho de Mário Gomes e Zaire Paes Barreto Gomes, Barreto ficou renomado por suas performances como Carmen Miranda em shows noturnos — papel que também interpretou no filme Carmen Miranda: Bananas is my Business, de Helena Solberg.

## Biografia
Ex-gerente de banco, Erick Barreto se tornou um dos mais reconhecidos transformistas do Brasil. Seu personagem Diana Finsk misturava humor e imitações de artistas da música pop internacional.
Entretanto, foi como Carmen Miranda que alcançou maior projeção. Em apresentações com Brigitte Blair, chamou a atenção de Aurora Miranda, irmã da artista, que o indicou à cineasta Helena Solberg. Participou do docudrama Carmen Miranda: Bananas is my Business (1995), protagonizando cenas em que interpretava Carmen.
Em seus carnavais cariocas, desfilou pela Banda Carmen Miranda e em cinco escolas no Sambódromo da Marquês de Sapucaí. No palco, também protagonizou personagens como Clara Nunes, Elis Regina, Elba Ramalho, Cazuza, Liza Minnelli e Vanusa.

## Morte
Erick Barreto faleceu em 3 de maio de 1996, aos 33 anos, no Hospital Evangélico da Tijuca, no Rio de Janeiro, devido a complicações da Aids. Solteiro, residia no bairro de Vila Isabel. Foi sepultado em 4 de maio no Cemitério de São João Batista, o mesmo onde repousa Carmen Miranda.